# Eleanor Catton
Pour les articles homonymes, voir Catton.
Œuvres principales
- Les Luminaires

Eleanor Catton, née le 24 septembre 1985 à London en Ontario (Canada), est une écrivaine néo-zélandaise.

## Biographie
Eleanor Catton est née au Canada où son père terminait un doctorat à l'université de Western Ontario. Elle a vécu dans le Yorkshire jusqu'à l'âge de treize ans, puis sa famille s'établit dans la région de Canterbury, en Nouvelle-Zélande.
Elle poursuit ses études à Burnside High School (en), puis à l'université de Canterbury, et obtient, en 2007, un master d'écriture créative (en anglais creative writing) à l'Institute of Modern Letters de l'université Victoria de Wellington en présentant The Rehearsal (La Répétition), un texte dont elle avait eu l'idée deux ans plus tôt. The Rehearsal est publié en 2008 par Victoria University Press et reçoit plusieurs prix. Eleanor Catton s’installe alors à Iowa City aux États-Unis.
En 2013, elle publie son deuxième roman, The Luminaries (Les Luminaires), un western de plus de 900 pages qui obtient de nombreux prix dont le Prix Booker ainsi que le Prix littéraire du Gouverneur général.
« Plus que l'histoire même, c'est la manière que l'auteure [...] a choisie pour la raconter qui surprend. Pour écrire Les luminaires, elle s'est imposé des contraintes. Elle a notamment étudié la position des planètes dans le ciel de la Nouvelle-Zélande à l'époque où se déroule les faits. Ainsi, chaque partie du livre est précédée d'une carte du ciel (de très beaux dessins de Barbara Hillian) nous précisant que, par exemple, le soleil était en Capricorne le 27 janvier 1866 alors qu'il était en Scorpion le 2 décembre 1865. Chaque personnage, chaque événement seraient donc influencés par la position des astres. »    
À la fin de 2013, elle a été reconnue dans la liste d'honneur de Nouvel An en tant que membre de l'Ordre du mérite de la Nouvelle-Zélande pour services rendus à la littérature. Peu de temps après, en 2014, elle obtient un doctorat honorifique en littérature de l'Université Victoria de Wellington.
En 2020, le roman est adapté en une mini-série de 6 épisodes du même nom avec dans les rôles principaux Eva Green et Eve Hewson.
Aujourd'hui, elle vit à Auckland avec son mari, l'écrivain et poète expatrié, Steven Toussaint, et enseigne l'écriture créative au Manukau Institute of Technology.

## Œuvres

### Romans
- La Répétition, Denoël, 2011 ((en) The Rehearsal[8], Victoria University Press, 2008), trad. Erika Abrams, 440 p.  (ISBN 978-2-207-26146-0)
- Les Luminaires, Buchet/Chastel, 2014 ((en) The Luminaries, Granta Books/Victoria University Press, 2013), trad. Erika Abrams, 960 p.  (ISBN 978-2-283-02648-9)
- Birnam Wood, Buchet/Chastel, 2024 ((en) Titre identique, Granta Books/Te Herenga Waka University Press, 2023), trad. Marguerite Capelle, 560 p.  (ISBN 978-2-283-03748-5)

### Nouvelles
- (en) Necropolis, 2008  (ISBN 978-1869419790)Publiée dansThe Best New Zealand Fiction vol. 5, édité par Owen Marshall, Random House, 2008

## Filmographie

### Scénariste
- 2020 : Emma de Autumn de Wilde
- 2020 : The Luminaries, mini-série de Claire McCarthy

### Productrice
- 2020 : The Luminaries, mini-série de Claire McCarthy

## Prix et honneurs
- Adam Award in Creative Writing, 2007, pour The Rehearsal[9]
- Sunday Star-Times (NZ) Short Story Competition, 2007, pour Necropolis[10]
- Glenn Schaeffer Fellowship à l'Iowa Writers’ Workshop, 2008[10]
- Louis Johnson New Writers’ Bursary, 2008[10]
- Betty Trask Award, 2009, pour The Rehearsal[11]
- New Zealand Society of Authors Hubert Church (Montana) Best First Book Award for Fiction, 2009, pour The Rehearsal[12]
- The Guardian First Book Award (finaliste), 2009[13]
- Orange Prize (longlisted), 2010[14]
- Amazon.ca's 35th First Novel Award, 2010[15]
- Prix Booker, 2013 (Les luminaires)
- Prix littéraires du Gouverneur général, 2013 (Les luminaires)[4]
- Arts Foundation Laureate, 2016[6]